# Huaraqueo
Huaraqueo är en ort i Mexiko.   Den ligger i kommunen Maravatío och delstaten Michoacán de Ocampo, i den södra delen av landet, 160 km väster om huvudstaden Mexico City. Huaraqueo ligger 2 278 meter över havet och antalet invånare är 387.
Terrängen runt Huaraqueo är kuperad. Runt Huaraqueo är det ganska tätbefolkat, med 104 invånare per kvadratkilometer. Närmaste större samhälle är Maravatío, 12,8 km öster om Huaraqueo. I omgivningarna runt Huaraqueo växer huvudsakligen savannskog.